# Laurent Fortier
Laurent Fortier, né à Valenciennes le 2 mai 1867 et mort à Cambrai le 21 juin 1923, est un architecte français.

## Biographie
Il commence sa formation comme élève d'Émile Dusart architecte professeur de l'École d'architecture aux Académies de Valenciennes. À partir de 1886, il entre à l’école nationale supérieure des Beaux-Arts ou il est élève de Louis-Jules André et Victor Laloux. Il est diplômé le 16 juin 1892.
Il est architecte du département du Nord de 1894 à 1900 et s’installe à Cambrai. Durant la première guerre mondiale, il travaille à Angers. De retour à Cambrai, il participe activement à la reconstruction de la ville avec Pierre Leprince-Ringuet.
Il décède accidentellement sur un chantier en 1923. Il est enterré au cimetière de la Porte Notre-Dame à Cambrai.

## Œuvres principales
- 1895-1897 Sous-préfecture, 17 rue de l'Ecluse de Bergues à Dunkerque [2]
- 1903 Hôtel de ville de Solesmes
- 1908 Caisse d’Epargne d’Avesnes-sur-Helpe
- 1909 Eglise Saint-Louis à Cambrai, détruite en 1944[3]
- 1910 Monument Blériot, Jardin aux fleurs, boulevard Paul Bézin à Cambrai avec le sculpteur André-Louis Laoust.
- 1912 Eglise Saint-Joseph, 20 route d’Arras à Cambrai
- 1912 Salle des fêtes, 30 rue Pierre-Mathieu à Bavay[4]
- 10 place Porte Notre-Dame et 25 boulevard Faidherbe à Cambrai (son domicile et son agence)
- Maison et commerce 22 et 24 boulevard Faidherbe et à Cambrai